# Global East Festival
Global East Festival — щорічний міжнародний рок-фестиваль, який проводився з 2009 по 2011 рік в Києві. Перші два фестивалі пройшли на території летовища спорткомплексу «Чайка», а останній в клубі «Бінго» в 2011 році.

## Історія

### Global East Festival 2009
Фестиваль відбувся 1-2 серпня 2009 року.
Учасники фестивалю:
- Motörhead (Велика Британія)
- Ensiferum (Фінляндія)
- My Favorite Scar (Нідерланди)
- Тар'я Турунен (Фінляндія)
- Epica (Нідерланди)
- Sonic Syndicate (Швеція)
- Kreator (Німеччина)
- Crematory (Німеччина)
- Diary of Dreams (Німеччина)
- My Dying Bride (Велика Британія)
- Kingdom Come (Німеччина)
- Deathstars (Італія)
- W.H.I.T.E (Україна)

### Global East Festival 2010
Фестиваль відбувся 2—4 вересня 2010 року
| - Oomph! (Німеччина) - Eluveitie (Швейцарія) - Rotting Christ (Греція) - The Gathering (Нідерланди) - Cemetery of Scream (Польща) - Preternatural (Латвія) - Venom (Велика Британія) - W.H.I.T.E (Україна) - Sabaton (Швеція) - Manic Depression (Росія) - Obituary (США) - Cruachan (Ірландія) - Mnenic (Данія) | - Dark Tranquillity (Швеція) - Mayhem (Норвегія) - Sirenia (Норвегія) - Bonfire (Німеччина) - Moonspell (Португалія) - Hammerfall (Швеція) - Vic Anselmo (Латвія) - Infinite Tales (Україна) - Balfor (Україна) - Fleshgore (Україна) - Diablo Swing Orchestra (Швеція) - Deviant Syndrome (Росія) - Haggard (Німеччина) |

### Global East Festival 2011
Фестиваль відбувся 11 вересня 2011 року
- Helloween (Німеччина)
- Alive (Молдова)
- Apostate (Україна)
- Crimson Sky (Україна)
- Excaligard (Україна)
- Lyfthrasyr (Німеччина)
- Sunrise (Україна)
- The Lone Dark Side (Україна)
- The Mary Major (Швеція)
- Viter (Україна)
- W.H.I.T.E (Україна)
- Znich (Білорусь)